# Mischocarpus stipitatus
Mischocarpus stipitatus är en kinesträdsväxtart som beskrevs av Sally T. Reynolds. Mischocarpus stipitatus ingår i släktet Mischocarpus och familjen kinesträdsväxter. Inga underarter finns listade i Catalogue of Life.